# Man(n)ometer
Man(n)ometer war eine naturwissenschaftliche Fernsehserie für Kinder und Jugendliche im Fernsehen der DDR.

## Sendung
Man(n)ometer wurde von 1987 bis 1990 ausgestrahlt. Das Motto der Sendung lautete „Bestaunenswertes, Phänomenales, Kurioses und Neues“. Die einzelnen Folgen waren jeweils 30 Minuten lang, der Sendeplatz war Sonntag vormittags. Pro Folge wurde ein naturwissenschaftliches Thema, meistens aus den Bereichen Physik und Technik, behandelt. Inhalte von Man(n)ometer waren zum Beispiel „Lasertechnik“, „computergesteuerte Textilproduktion“ und „Erkundung der Erde aus dem All“. Die Hauptzielgruppe von Man(n)ometer waren jugendliche Zuschauer zwischen 10 und 13 Jahren.
Der Schauspieler Peter Thomsen moderierte die Sendung und übernahm auch die Rollen von verschiedenen Wissenschaftlern, die in Filmbeiträgen porträtiert wurden.
Die letzte Folge wurde am 20. November 1990 ausgestrahlt.